# Мучитель Канады

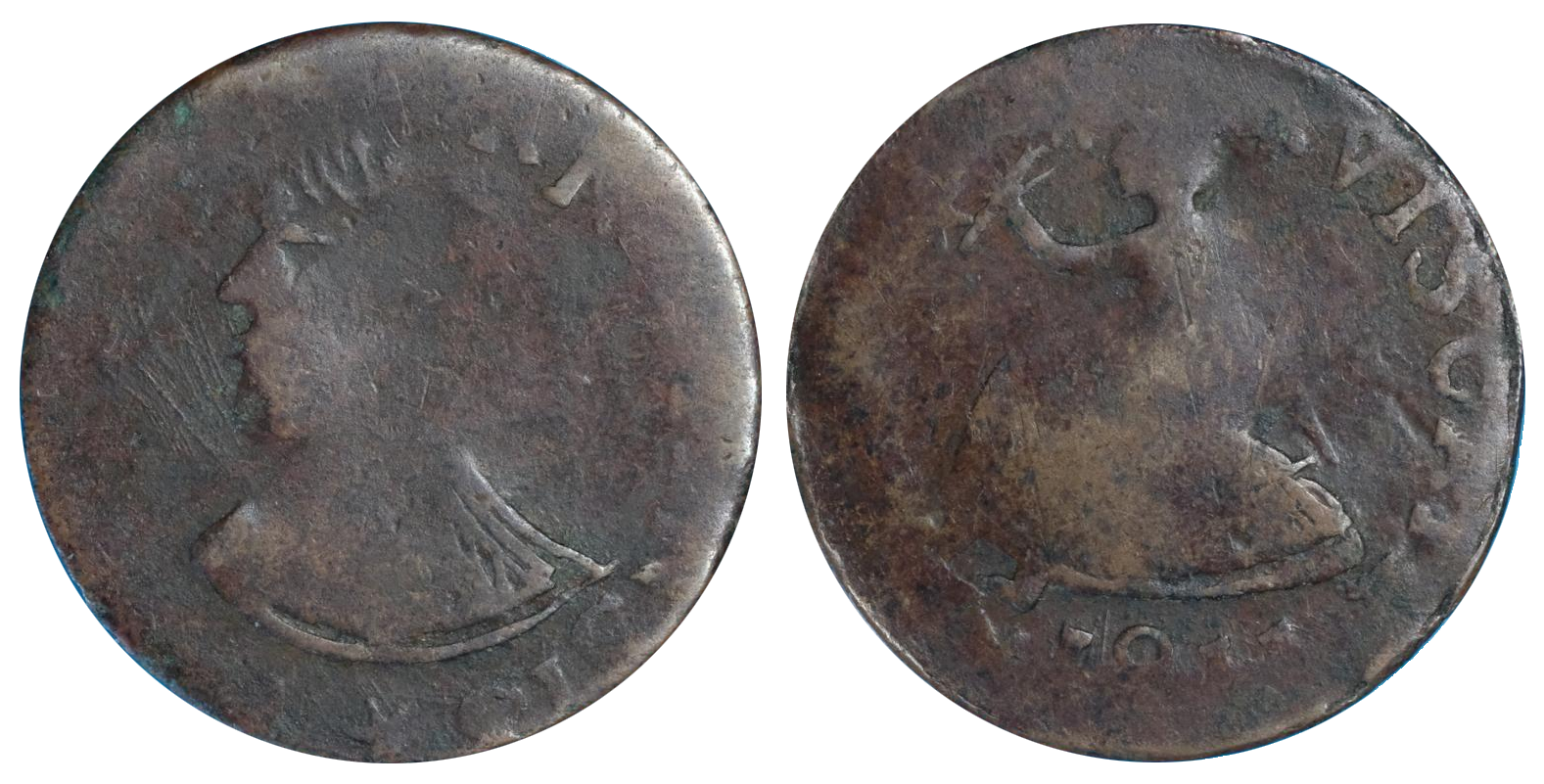
Пример токена Vexator Canadiensis; Бретон 559, ВК-3

Токены Vexator Canadiensis («Мучитель Канады») — токены с политическим сатирическим сюжетом, отчеканенные в Квебеке или Монреале в 1830-х годах, использовавшиеся для восполнения нехватки наличной монеты наряду с аналогичными «кузнечными токенами» (фактически представляют собой их разновидность). Представляют собой очень грубое изображение смутно различимого мужского бюста на лицевой стороне и женской фигуры на оборотной стороне, отдалённо напоминая таким образом британский пенни (см. также «токены уклонения»).
Легенды с обеих сторон были преднамеренно вырезаны на штемпеле таким образом, чтобы их было трудно однозначно прочесть. В зависимости от толкования надписей, их можно воспринимать как форму сатирического протеста против непопулярного губернатора Верхней Канады или Вильгельма IV как «мучителя Канады» (veXator Canadiensis), или же, если читать одну из букв иначе (veNator Canadiensis), как изображение траппера (добытчика меха). Так как обе интерпретации были возможны, двусмысленность позволяла эмитенту избежать обвинения в подстрекательстве к мятежу.
Несмотря на то, что на обороте отчеканена дата 1811 год (или для одной уникальной версии, 1810 года), долгое время считалось, что токен был отчеканен где-то в 1830-х годах, а дата задним числом позволяла обойти ограничения против импорта токенов, действовавшие в 1830-е годы. Известно, по крайней мере, три основных разновидности, хотя известно, что существуют дополнительные варианты штампов. Недавние нумизматические исследования поставили под сомнение давнее предположение о том, что токены были выпущены в 1830-х годах; возможно, они были выпущены ближе к помещённой на них дате. Все разновидности были отчеканены в малом количестве, и как правило, оцениваются среди коллекционеров начиная от нескольких сот канадских долларов за штуку.

## Описание

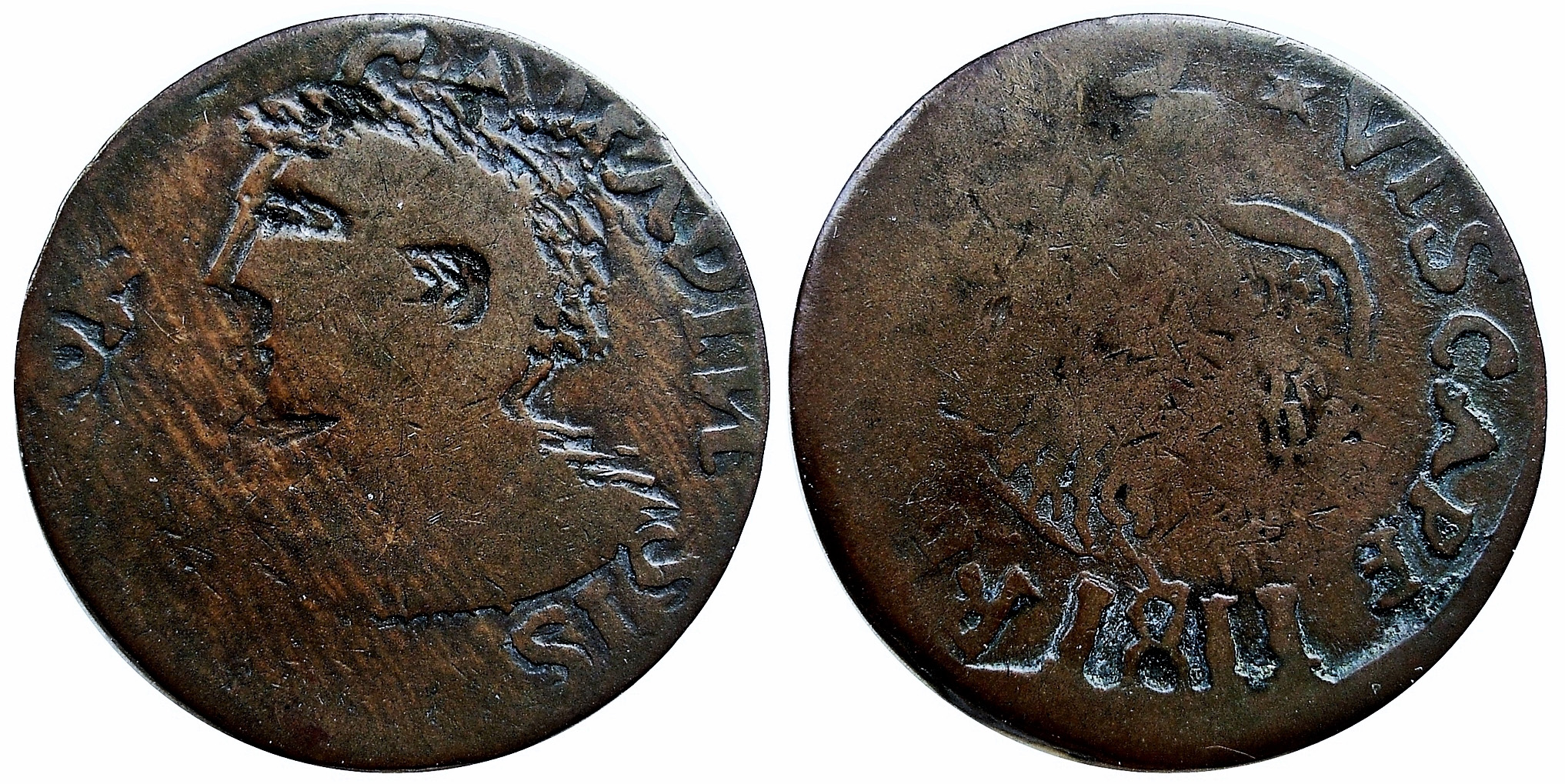
Токен Vexator Canadiensis, с перечеканкой; Breton-558, VC-2

На аверсе изображен бюст человека, обращённый в левую сторону, с волнистыми волосами и так называемым «взъерошенным» видом. Легенда вокруг портрета может быть прочитана как VEXATOR или VENATOR CANADIENSIS, что на латыни означает «Мучитель Канады» или «Канадский ловец» соответственно. Легенда грубо вырезана, с обратными «N» в CANADIENSIS и третья буква первого слова может быть интерпретирована как «X» или «N». В некоторых описаниях бюста на аверсе сказано, что у него «выступающий язык». Вариант аверса включает в себя небольшую звездочку в нижней части бюста.
На оборотной стороне изображена женская фигура с грубыми очертаниями (вероятно, изображение Британии), окружённая легендой RENONILLOS VISCAPE, с датой 1811 (или значительно реже, 1810), появляющейся внизу. Легенда бессмысленна, но допускает разные интерпретации — в том числе, с намеренно искажённым текстом, например, «Разве вы не хотели бы их поймать?». Между двумя словами в легенде часто встречается одна или две (в одном случае три) звезды.
Эти токены отчеканены из меди и латуни. Масса широко варьируется в диапазоне от 45 до 100 гран (от 3 до 6,5 г), хотя известен единичный экземпляр массой 126 гран (8 г).

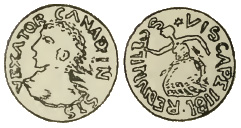
Иллюстрация жетона Vexator Canadiensis (Breton 558), изображенного в Популярном иллюстрированном руководстве по канадским монетам и медалям Пьера-Наполеона Бретона.

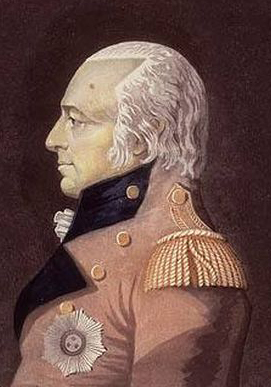
Портрет сэра Джеймса Крейга, которого нумизмат Уильям Кингсфорд считал объектом сатиры на токенах Vexator.

## Список используемой литературы
- Breton, P. N. Illustrated History of Coins and Tokens Relating to Canada (англ.). — P.N. Breton & Co., 1894.
- Cross, W. K. Canadian Colonial Tokens, 8th Edition (неопр.). — The Charlton Press, 2012. — ISBN 978-0-88968-351-8.
- Heritage World and Ancient Coins: The Doug Robins Collection of Canadian Tokens (англ.). — Chicago: Heritage Numismatic Auctions, Inc., 2018.
- Jacobs, Wayne L. The Vexator Riddle (неопр.) // The Canadian Numismatic Journal. — 1996. — March (т. 41, № 2). — С. 61—75.
- Kingsford, William. A Canadian Political Coin (неопр.). — Ottawa: E. A. Perry, 1874.
- Kleeberg, John M. (Ed.). Circulating Counterfeits of the Americas (неопр.). — American Numismatic Society, 2000.
- Lorenzo, John. Forgotten Coins of the North American Colonies - 25th Anniversary edition (англ.). — Amazon Books, 2017.
- Mayhugh, Marc. The Vexator (неопр.) // The C4 Newsletter. — Т. 16, № 2. — С. 36—40.
- McLachlan, R. W. When Was the Vexator Canadensis Issued? (неопр.) // The Canadian Antiquarian and Numismatic Journal. — 1915. — April.
- Sandham, Alfred. Coins, Tokens and Medal of the Dominion of Canada (англ.). — Montreal: Daniel Rose, 1869.
- Willey, Robert C. The Annotated Colonial Coinages of Canada (англ.). — PetchNet, 2011.
- Willey, R. C. The History of Canadian Numismatics (неопр.) // The Canadian Numismatic Journal. — 1969. — April (т. 14, № 4). — С. 115.
- Wood, Howland. New Variety of The Vexator Canadinsis Piece (англ.) // The Numismatist[англ.] : journal. — Vol. 23. — P. 233.